# Until One
Until One è la prima raccolta del supergruppo svedese Swedish House Mafia, pubblicata il 22 ottobre 2010 dalla Virgin Records in Europa.
Per il mercato statunitense il disco è stato distribuito dalla Astralwerks quattro giorni più tardi.

## Descrizione
Il disco rappresenta una selezione tra brani di artisti vari, i due singoli realizzati dal trio One e Miami 2 Ibiza e altri realizzati o remixati dai singoli componenti nel corso della loro carriera.

## Tracce
1. Swedish House Mafia vs. Tinie Tempah – Miami 2 Ibiza – 2:44
2. Swedish House Mafia – Miami 2 Ibiza (Instrumental) – 2:17
3. Sander van Doorn/The Source feat. Candi Staton – Reach Out/You Got the Love – 2:00
4. Axwell, Sebastian Ingrosso, Steve Angello & Laidback Luke feat. Deborah Cox – Leave the World Behind – 3:12
5. Axwell – Nothing but Love (Remode) – 3:06
6. Steve Angello & AN21 – Valodja – 2:46
7. TV Rock – In the Air (Axwell Remix) – 3:00
8. Sebastian Ingrosso/Justice vs. Simian – Kidsos/We Are Your Friends – 4:00
9. Prok & Fitch pres. Nanchang Nancy – Walk with Me (Axwell & Daddy's Groove Remix) – 2:30
10. Steve Angello/Empire of the Sun – Tivoli/Walking on a Dream – 4:00
11. Benny Benassi pres. The Biz – Satisfaction – 2:21
12. Steve Angello & Laidback Luke feat. Robins – Show Me Love – 4:22
13. Steve Angello – Knas – 3:14
14. Sebastian Ingrosso & Dirty South/Coldplay – Meich/Clocks – 3:56
15. David Guetta – How Soon Is Now – 6:01
16. AN21 & Max Vangeli/Louie Vega & Jay Sinister Sealee starring Julie McKnight – Swedish Beauty/Diamond Life – 5:32
17. Supermode – Tell Me Why – 2:32
18. Adrian Lux – Teenage Crime (Axwell & Henrik B Remode) – 2:45
19. Steve Angello – Monday – 3:01
20. Miike Snow – Silvia (Sebastian Ingrosso & Dirty South Remix) – 3:00
21. Axwell – I Found U (Remode) – 3:43
22. Daft Punk – One More Time – 3:23
23. Swedish House Mafia – One – 3:24
24. Swedish House Mafia feat. Pharrell – One (Your Name) – 3:05

Contenuto bonus nella Book Edition
- DVD

1. Take One - Documentary Film – 44:00
2. One (Your Name) (Music Video) – 3:19
3. In the Studio with Pharrell – 1:44
4. Axwell and the Coffee – 0:45
5. Sebastian's Tour Trailer – 1:26
6. Steve's Ferrari – 0:52

- 10"

1. One (Original Mix) – 5:49
2. Miami 2 Ibiza (Instrumental) – 6:45

## Classifiche
| Classifica (2010) | Posizione massima |
| ----------------- | ----------------- |
| Belgio (Fiandre)  | 6                 |
| Belgio (Vallonia) | 22                |
| Danimarca         | 31                |
| Francia           | 66                |
| Italia            | 81                |
| Paesi Bassi       | 8                 |
| Svezia            | 13                |
| Svizzera          | 18                |